# Catinella (Tiergattung)
Catinella ist eine Schneckengattung aus der Familie der Bernsteinschnecken (Succineidae) in der Unterordnung der Landlungenschnecken (Stylommatophora). Die im Wesentlichen auf gehäusemorphologischen Kriterien basierende Gattung Catinella ist nach neueren molekulargenetischen Untersuchungen polyphyletisch.

## Merkmale
Die Gehäuse der Vertreter der Gattung Catinella sind eiförmig bis ohrförmig abgeflacht mit 1,5 bis 2 Windungen. Sie werden bis etwa 16 mm hoch und 10 mm breit. Die Schale ist generell sehr dünn. Die Farbe variiert von hornfarben, gelblich bis grünlich-gelblich. Das Embryonalgehäuse ist glatt, die folgenden Windungen weisen nur schwache radiale Runzeln auf. Die Mündung ist sehr groß, oft mit einer dünnen Lamelle am Spindelrand. Der Mündungsrand ist dünn und nicht verdickt (mit Ausnahme der Lamelle am Spindelrand).
Im Geschlechtsapparat ist der Samenleiter nur mäßig lang. Er mündet in den Penis am Apex. Am Apex oder auch etwas unterhalb des Apex setzt der Penisretraktormuskel an. Der Penis ist kurz, dick und zylindrisch bis fast kugelig. Im Inneren sind einige große, fleischige längsverlaufende Pilaster vorhanden. Der freie Eileiter ist vergleichsweise kurz, eine eigentliche Vagina fehlt. Die Samenblase (Spermathek) ist rundlich und groß, der Stiel ist schlank und kurz bis sehr kurz.

## Geographische Verbreitung und Lebensraum
Die Arten der Gattung Catinella sind auf meist tropische Pazifik-Inseln beschränkt.

## Taxonomie
Das Taxon wurde 1870 von William Harper Pease aufgestellt. Typusart ist Catinella rubida Pease, 1870. Die auch in Deutschland vorkommende Salz-Bernsteinschnecke (Quickella arenaria) wurde lange Zeit zur Gattung Catinella gestellt. Quickella Boettger, 1939, mit der einzigen Art Quickella arenaria (Potiez & Michaud, 1838) unterscheidet sich aber in der Gehäuseform und vor allem im Geschlechtsapparat deutlich von Catinella. Catinella Pease, 1870 ist die Typusgattung der Unterfamilie Catinellinae Odhner, 1950. Die folgende Liste der Arten ist sehr unsicher, da es bisher keine neuere Revision der Gattung gibt.
- Gattung Catinella Pease, 1870
  - Catinella aprica Hubricht, 1968
  - Catinella avara (Say, 1824)
  - Catinella baldwini Ancey, 1889
  - Catinella exile (Leonard, 1972)
  - Catinella explanata Gould, 1852
  - Catinella gabbii (Tryon, 1866)
  - Catinella gelida (F. C. Baker, 1927)
  - Catinella hubrichti Grimm, 1960
  - Catinella oklahomarum Webb, 1953
  - Catinella parallela Franzen, 1979
  - Catinella paropsis Cooke, 1921
  - Catinella pinicola Grimm, 1960
  - Catinella protracta Franzen, 1983
  - Catinella pugilator Hubricht, 1961
  - Catinella rehderi Pilsbry, 1948
  - Catinella rotundata Gould, 1846
  - Catinella rubida Pease, 1871
  - Catinella stretchiana Bland, 1865
  - Catinella texana Hubricht, 1961
  - Catinella tuberculata Cooke, 1921
  - Catinella vagans (Pilsbry, 1900)
  - Catinella vermeta (Say, 1829)
  - Catinella waccamawensis Franzen, 1981
  - Catinella wandae Webb, 1953